# Eletti al Senato della Repubblica nelle elezioni politiche italiane del 1953
Questo elenco riporta i nomi dei senatori della II legislatura della Repubblica Italiana eletti dopo le elezioni politiche del 1953 suddivisi per circoscrizione.
| Circoscrizione        | Lista                                                | Eletto                               | Collegio                             |
| --------------------- | ---------------------------------------------------- | ------------------------------------ | ------------------------------------ |
| Piemonte              | Democrazia Cristiana                                 | Leopoldo Baracco                     | Asti                                 |
| Piemonte              | Democrazia Cristiana                                 | Giovanni Battista Bertone            | Mondovì                              |
| Piemonte              | Democrazia Cristiana                                 | Antonio Bussi                        | Novara                               |
| Piemonte              | Democrazia Cristiana                                 | Raffaele Cadorna                     | Verbano Cusio Ossola                 |
| Piemonte              | Democrazia Cristiana                                 | Luigi Carlo Caron                    | Vercelli                             |
| Piemonte              | Democrazia Cristiana                                 | Teresio Guglielmone                  | Pinerolo                             |
| Piemonte              | Democrazia Cristiana                                 | Giacomo Piola                        | Acqui - Novi Ligure                  |
| Piemonte              | Democrazia Cristiana                                 | Giovanni Sartori                     | Alba                                 |
| Piemonte              | Democrazia Cristiana                                 | Giuseppe Sibille                     | Susa                                 |
| Piemonte              | Democrazia Cristiana                                 | Antonio Toselli                      | Cuneo - Saluzzo                      |
| Piemonte              | Partito Comunista Italiano                           | Carlo Boccassi                       | Alessandria - Tortona                |
| Piemonte              | Partito Comunista Italiano                           | Vittorio Flecchia                    | Acqui - Novi Ligure                  |
| Piemonte              | Partito Comunista Italiano                           | Celeste Carlo Negarville             | Torino Dora Oltre Stura              |
| Piemonte              | Partito Comunista Italiano                           | Ottavio Pastore                      | Torino Fiat Aeritalia Ferriere       |
| Piemonte              | Partito Socialista Italiano                          | Camillo Pasquali                     | Novara                               |
| Piemonte              | Partito Socialista Italiano                          | Ettore Tibaldi                       | Verbano Cusio Ossola                 |
| Piemonte              | Partito Socialista Italiano                          | Michele Giua                         | Susa                                 |
| Piemonte              | Indipendente                                         | Giuseppe Bosia (PNM)                 | Asti                                 |
| Piemonte              | Partito Socialista Democratico Italiano              | Luigi Carmagnola                     | Torino centro                        |
| Piemonte              | Partito Liberale Italiano                            | Stefano Perrier                      | Cuneo - Saluzzo                      |
| Piemonte              | Partito Liberale Italiano                            | Giuseppe Dardanelli                  | Mondovì                              |
| Lombardia             | Democrazia Cristiana                                 | Pietro Amigoni                       | Lecco                                |
| Lombardia             | Democrazia Cristiana                                 | Pietro Bellora                       | Clusone                              |
| Lombardia             | Democrazia Cristiana                                 | Angelo Buizza                        | Brescia                              |
| Lombardia             | Democrazia Cristiana                                 | Angelo Cemmi                         | Breno                                |
| Lombardia             | Democrazia Cristiana                                 | Pietro Cenini                        | Chiari                               |
| Lombardia             | Democrazia Cristiana                                 | Giovanni Maria Cornaggia Medici      | Lodi                                 |
| Lombardia             | Democrazia Cristiana                                 | Carlo Corti                          | Rho                                  |
| Lombardia             | Democrazia Cristiana                                 | Mario Longoni                        | Monza                                |
| Lombardia             | Democrazia Cristiana                                 | Cesare Merzagora                     | Vimercate                            |
| Lombardia             | Democrazia Cristiana                                 | Cristoforo Pezzini                   | Bergamo                              |
| Lombardia             | Democrazia Cristiana                                 | Emanuele Samek Lodovici              | Abbiategrasso                        |
| Lombardia             | Democrazia Cristiana                                 | Natale Santero                       | Busto Arsizio                        |
| Lombardia             | Democrazia Cristiana                                 | Lorenzo Spallino                     | Cantù                                |
| Lombardia             | Democrazia Cristiana                                 | Daniele Turani                       | Treviglio                            |
| Lombardia             | Democrazia Cristiana                                 | Ezio Vanoni                          | Sondrio                              |
| Lombardia             | Democrazia Cristiana                                 | Francesco Zane                       | Salò                                 |
| Lombardia             | Democrazia Cristiana                                 | Ennio Zelioli Lanzini                | Crema                                |
| Lombardia             | Partito Comunista Italiano                           | Giuseppe Alberganti                  | Vigevano                             |
| Lombardia             | Partito Comunista Italiano                           | Antonio Banfi                        | Abbiategrasso                        |
| Lombardia             | Partito Comunista Italiano                           | Arturo Raffaello Colombi             | Ostiglia                             |
| Lombardia             | Partito Comunista Italiano                           | Giovanni Farina                      | Pavia                                |
| Lombardia             | Partito Comunista Italiano                           | Cesare Gavina                        | Voghera                              |
| Lombardia             | Partito Comunista Italiano                           | Piero Montagnani                     | Milano VI                            |
| Lombardia             | Partito Socialista Italiano                          | Mario Luigi Grampa                   | Busto Arsizio                        |
| Lombardia             | Partito Socialista Italiano                          | Amilcare Locatelli                   | Rho                                  |
| Lombardia             | Partito Socialista Italiano                          | Francesco Mariani                    | Milano VI                            |
| Lombardia             | Partito Socialista Italiano                          | Giorgio Marzola                      | Abbiategrasso                        |
| Lombardia             | Partito Socialista Italiano                          | Rodolfo Morandi                      | Ostiglia                             |
| Lombardia             | Partito Socialista Italiano                          | Alceo Negri                          | Mantova                              |
| Lombardia             | Partito Socialista Italiano                          | Giuseppe Roda                        | Vimercate                            |
| Lombardia             | Partito Socialista Democratico Italiano              | Emilio Canevari                      | Milano IV                            |
| Lombardia             | Movimento Sociale Italiano                           | Mario Marina                         | Milano I                             |
| Lombardia             | Partito Nazionale Monarchico                         | Attilio Terragni                     | Como                                 |
| Trentino-Alto Adige   | Democrazia Cristiana                                 | Luigi Benedetti                      | Trento                               |
| Trentino-Alto Adige   | Democrazia Cristiana                                 | Angelo Giacomo Mott                  | Pergine Valsugana                    |
| Trentino-Alto Adige   | Democrazia Cristiana                                 | Arturo Piechele                      | Mezzolombardo                        |
| Trentino-Alto Adige   | Democrazia Cristiana                                 | Giovanni Spagnolli                   | Rovereto                             |
| Trentino-Alto Adige   | Partito Popolare Sudtirolese                         | Carlo Braitenberg                    | Bolzano                              |
| Trentino-Alto Adige   | Partito Popolare Sudtirolese                         | Giuseppe Raffeiner                   | Bressanone                           |
| Veneto                | Democrazia Cristiana                                 | Giuseppe Caron                       | Treviso                              |
| Veneto                | Democrazia Cristiana                                 | Stanislao Ceschi                     | Cittadella                           |
| Veneto                | Democrazia Cristiana                                 | Guido Corbellini                     | Vicenza                              |
| Veneto                | Democrazia Cristiana                                 | Francesco De Bosio                   | Verona Pianura                       |
| Veneto                | Democrazia Cristiana                                 | Bortolo Galletto                     | Schio                                |
| Veneto                | Democrazia Cristiana                                 | Carlo Grava                          | Vittorio Veneto - Montebelluna       |
| Veneto                | Democrazia Cristiana                                 | Angelo Lorenzi                       | Este                                 |
| Veneto                | Democrazia Cristiana                                 | Umberto Merlin                       | Padova                               |
| Veneto                | Democrazia Cristiana                                 | Gerolamo Lino Moro                   | Conegliano - Oderzo                  |
| Veneto                | Democrazia Cristiana                                 | Giovanni Ponti                       | Mirano                               |
| Veneto                | Democrazia Cristiana                                 | Giuseppe Trabucchi                   | Verona Collina                       |
| Veneto                | Democrazia Cristiana                                 | Giustino Valmarana                   | Bassano del Grappa                   |
| Veneto                | Partito Comunista Italiano                           | Severino Bolognesi                   | Adria                                |
| Veneto                | Partito Comunista Italiano                           | Riccardo Ravagnan                    | Rovigo                               |
| Veneto                | Partito Comunista Italiano                           | Mauro Scoccimarro                    | Chioggia                             |
| Veneto                | Partito Socialista Italiano                          | Carlo Caldera                        | Verona Pianura                       |
| Veneto                | Partito Socialista Italiano                          | Guido Giacometti                     | Chioggia                             |
| Veneto                | Partito Socialista Italiano                          | Angelina Merlin                      | Rovigo                               |
| Veneto                | Partito Socialista Democratico Italiano              | Luciano Granzotto Basso              | Belluno                              |
| Friuli-Venezia Giulia | Democrazia Cristiana                                 | Guglielmo Pelizzo                    | Cividale                             |
| Friuli-Venezia Giulia | Democrazia Cristiana                                 | Antonio Rizzatti                     | Gorizia                              |
| Friuli-Venezia Giulia | Democrazia Cristiana                                 | Tiziano Tessitori                    | Udine                                |
| Friuli-Venezia Giulia | Democrazia Cristiana                                 | Zefferino Tomè                       | San Vito al Tagliamento              |
| Friuli-Venezia Giulia | Partito Comunista Italiano                           | Giacomo Pellegrini                   | Gorizia                              |
| Friuli-Venezia Giulia | Partito Socialista Italiano                          | Ciro Liberali                        | Pordenone                            |
| Liguria               | Democrazia Cristiana                                 | Giorgio Bo                           | Genova IV                            |
| Liguria               | Democrazia Cristiana                                 | Antonio Boggiano Pico                | Chiavari                             |
| Liguria               | Democrazia Cristiana                                 | Settimio Bruna                       | Imperia                              |
| Liguria               | Democrazia Cristiana                                 | Franco Varaldo                       | Savona                               |
| Liguria               | Partito Comunista Italiano                           | Antonio Negro                        | Genova II                            |
| Liguria               | Partito Comunista Italiano                           | Umberto Terracini                    | Genova I                             |
| Liguria               | Partito Comunista Italiano                           | Vincenzo Zucca                       | Savona                               |
| Liguria               | Partito Socialista Italiano                          | Gaetano Barbareschi                  | Genova II                            |
| Emilia-Romagna        | Partito Comunista Italiano                           | Ilio Bosi                            | Portomaggiore                        |
| Emilia-Romagna        | Partito Comunista Italiano                           | Silvio Fantuzzi                      | Reggio Emilia                        |
| Emilia-Romagna        | Partito Comunista Italiano                           | Paolo Fortunati                      | Bologna II                           |
| Emilia-Romagna        | Partito Comunista Italiano                           | Antonio Pesenti                      | Ravenna                              |
| Emilia-Romagna        | Partito Comunista Italiano                           | Alberto Mario Pucci                  | Carpi                                |
| Emilia-Romagna        | Partito Comunista Italiano                           | Mario Roffi                          | Ferrara                              |
| Emilia-Romagna        | Partito Socialista Italiano                          | Giuseppe Bardellini                  | Portomaggiore                        |
| Emilia-Romagna        | Partito Socialista Italiano                          | Carmine Mancinelli                   | Ferrara                              |
| Emilia-Romagna        | Partito Socialista Italiano                          | Adolfo Porcellini                    | Fiorenzuola d'Arda - Fidenza         |
| Emilia-Romagna        | Democrazia Cristiana - Partito Repubblicano Italiano | Ezio Amadeo (PRI)                    | Ravenna                              |
| Emilia-Romagna        | Democrazia Cristiana - Partito Repubblicano Italiano | Giovanni Braschi (DC)                | Forlì - Faenza                       |
| Emilia-Romagna        | Democrazia Cristiana - Partito Repubblicano Italiano | Aldo Spallicci (PRI)                 | Cesena                               |
| Emilia-Romagna        | Democrazia Cristiana                                 | Francesco Marchini Camia             | Borgotaro - Salsomaggiore            |
| Emilia-Romagna        | Democrazia Cristiana                                 | Giuseppe Medici                      | Castelnuovo ne' Monti - Sassuolo     |
| Emilia-Romagna        | Democrazia Cristiana                                 | Giovanni Pallastrelli                | Fiorenzuola d'Arda - Fidenza         |
| Emilia-Romagna        | Partito Socialista Democratico Italiano              | Alessandro Schiavi                   | Portomaggiore                        |
| Emilia-Romagna        | Indipendente                                         | Enrico Molè                          | Parma                                |
| Toscana               | Democrazia Cristiana                                 | Cesare Angelini                      | Viareggio                            |
| Toscana               | Democrazia Cristiana                                 | Guido Bisori                         | Prato                                |
| Toscana               | Democrazia Cristiana                                 | Giorgio Braccesi                     | Pistoia                              |
| Toscana               | Democrazia Cristiana                                 | Fulvio De Bacci                      | Arezzo                               |
| Toscana               | Democrazia Cristiana                                 | Ferdinando Martini                   | Lucca                                |
| Toscana               | Democrazia Cristiana                                 | Martino Martini                      | Montevarchi                          |
| Toscana               | Democrazia Cristiana                                 | Adone Zoli                           | Firenze I                            |
| Toscana               | Partito Comunista Italiano                           | Renato Bitossi                       | Firenze II                           |
| Toscana               | Partito Comunista Italiano                           | Giuseppe Corsini                     | Pistoia                              |
| Toscana               | Partito Comunista Italiano                           | Galliano Gervasi                     | Montevarchi                          |
| Toscana               | Partito Comunista Italiano                           | Mario Giustarini                     | Volterra                             |
| Toscana               | Partito Comunista Italiano                           | Pietro Ristori                       | Prato                                |
| Toscana               | Partito Comunista Italiano                           | Pietro Secchia                       | Livorno                              |
| Toscana               | Partito Socialista Italiano                          | Jaures Busoni                        | Montevarchi                          |
| Toscana               | Partito Socialista Italiano                          | Enrico Grazi                         | Arezzo                               |
| Toscana               | Partito Socialista Italiano                          | Luigi Mariotti                       | Firenze III                          |
| Toscana               | Partito Socialista Italiano                          | Giacomo Picchiotti                   | Volterra                             |
| Umbria                | Democrazia Cristiana                                 | Mario Cingolani                      | Perugia I                            |
| Umbria                | Democrazia Cristiana                                 | Giuseppe Salari                      | Foligno - Spoleto                    |
| Umbria                | Partito Comunista Italiano                           | Armando Fedeli                       | Città di Castello                    |
| Umbria                | Partito Comunista Italiano                           | Giovanni Roveda                      | Terni                                |
| Umbria                | Partito Socialista Italiano                          | Luigi Fabbri                         | Terni                                |
| Umbria                | Partito Socialista Italiano                          | Michelangelo Iorio                   | Perugia II                           |
| Marche                | Democrazia Cristiana                                 | Mario Carelli                        | Macerata                             |
| Marche                | Democrazia Cristiana                                 | Raffaele Elia                        | Pesaro Fano                          |
| Marche                | Democrazia Cristiana                                 | Amor Tartufoli                       | Ascoli Piceno                        |
| Marche                | Democrazia Cristiana                                 | Umberto Tupini                       | Fermo                                |
| Marche                | Partito Comunista Italiano                           | Egisto Cappellini                    | Urbino                               |
| Marche                | Partito Comunista Italiano                           | Guido Molinelli                      | Pesaro Fano                          |
| Marche                | Partito Socialista Italiano                          | Alberto Cianca                       | Senigallia                           |
| Lazio                 | Democrazia Cristiana                                 | Ugo Angelilli                        | Civitavecchia                        |
| Lazio                 | Democrazia Cristiana                                 | Emilio Battista                      | Latina                               |
| Lazio                 | Democrazia Cristiana                                 | Angelo Cerica                        | Frosinone                            |
| Lazio                 | Democrazia Cristiana                                 | Carlo De Luca                        | Viterbo                              |
| Lazio                 | Democrazia Cristiana                                 | Alessandro Gerini                    | Roma VIII                            |
| Lazio                 | Democrazia Cristiana                                 | Vincenzo Menghi                      | Tivoli                               |
| Lazio                 | Democrazia Cristiana                                 | Zaccaria Negroni                     | Velletri                             |
| Lazio                 | Democrazia Cristiana                                 | Pier Carlo Restagno                  | Sora Cassino                         |
| Lazio                 | Partito Comunista Italiano                           | Ambrogio Donini                      | Roma VII                             |
| Lazio                 | Partito Comunista Italiano                           | Cesare Massini                       | Velletri                             |
| Lazio                 | Partito Comunista Italiano                           | Enrico Minio                         | Civitavecchia                        |
| Lazio                 | Partito Comunista Italiano                           | Tomaso Smith                         | Rima VI                              |
| Lazio                 | Movimento Sociale Italiano                           | Lando Ferretti                       | Roma III                             |
| Lazio                 | Movimento Sociale Italiano                           | Francesco Turchi                     | Roma V                               |
| Lazio                 | Partito Nazionale Monarchico                         | Leonetto Taddei                      | Sora Cassino                         |
| Lazio                 | Partito Socialista Italiano                          | Giuseppe Alberti                     | Viterbo                              |
| Abruzzi e Molise      | Democrazia Cristiana                                 | Raffaele Caporali                    | Lanciano - Vasto                     |
| Abruzzi e Molise      | Democrazia Cristiana                                 | Giuseppe Cerulli Irelli              | Teramo                               |
| Abruzzi e Molise      | Democrazia Cristiana                                 | Angelo De Luca                       | Chieti                               |
| Abruzzi e Molise      | Democrazia Cristiana                                 | Giuseppe Magliano                    | Larino                               |
| Abruzzi e Molise      | Democrazia Cristiana                                 | Angelo Donato Tirabassi              | Avezzano                             |
| Abruzzi e Molise      | Indipendenti                                         | Armando Cermignani (PSI)             | Pescara                              |
| Abruzzi e Molise      | Indipendenti                                         | Leo Leone (PCI)                      | Teramo                               |
| Abruzzi e Molise      | Indipendenti                                         | Raffaele Paolucci (PNM)              | Chieti                               |
| Campania              | Democrazia Cristiana                                 | Alfonso Artiaco                      | Napoli I                             |
| Campania              | Democrazia Cristiana                                 | Giacinto Bosco                       | Piedimonte d'Alife - Sessa Aurunca   |
| Campania              | Democrazia Cristiana                                 | Pasquale Clemente                    | Avellino                             |
| Campania              | Democrazia Cristiana                                 | Gabriele Criscuoli                   | Sant'Angelo dei Lombardi             |
| Campania              | Democrazia Cristiana                                 | Basilio Focaccia                     | Sala Consilina - Vallo della Lucania |
| Campania              | Democrazia Cristiana                                 | Silvio Gava                          | Castellammare di Stabia              |
| Campania              | Democrazia Cristiana                                 | Antonio Lepore                       | Cerreto Sannita                      |
| Campania              | Democrazia Cristiana                                 | Mario Riccio                         | Napoli II                            |
| Campania              | Democrazia Cristiana                                 | Francesco Selvaggi                   | Nola                                 |
| Campania              | Partito Nazionale Monarchico                         | Pasquale Buglione                    | Napoli IV                            |
| Campania              | Partito Nazionale Monarchico                         | Alfredo De Marsico                   | Avellino                             |
| Campania              | Partito Nazionale Monarchico                         | Gaetano Fiorentino                   | Napoli III                           |
| Campania              | Partito Nazionale Monarchico                         | Raffaele Guariglia                   | Salerno                              |
| Campania              | Partito Nazionale Monarchico                         | Achille Lauro                        | Nocera Inferiore                     |
| Campania              | Partito Nazionale Monarchico                         | Arnaldo Lubelli                      | Napoli V                             |
| Campania              | Partito Comunista Italiano                           | Mario Palermo                        | Napoli VI                            |
| Campania              | Partito Comunista Italiano                           | Emilio Sereni                        | Torre del Greco                      |
| Campania              | Partito Comunista Italiano                           | Maurizio Valenzi                     | Napoli I                             |
| Campania              | Movimento Sociale Italiano                           | Enea Franza                          | Benevento - Ariano Irpino            |
| Campania              | Partito Socialista Italiano                          | Raffaele Petti                       | Salerno                              |
| Campania              | Partito Liberale Italiano                            | Antonio Pannullo                     | Benevento - Ariano Irpino            |
| Campania              | Alleanza Democratica Nazionale                       | Luigi Angrisani                      | Nocera Inferiore                     |
| Puglia                | Democrazia Cristiana                                 | Nicola Angelini                      | Bitonto                              |
| Puglia                | Democrazia Cristiana                                 | Alfonso De Giovine                   | Lucera                               |
| Puglia                | Democrazia Cristiana                                 | Michele De Pietro                    | Lecce                                |
| Puglia                | Democrazia Cristiana                                 | Francesco Ferrari                    | Tricase                              |
| Puglia                | Democrazia Cristiana                                 | Onofrio Jannuzzi                     | Molfetta                             |
| Puglia                | Democrazia Cristiana                                 | Giovanni Messe                       | Brindisi                             |
| Puglia                | Democrazia Cristiana                                 | Luigi Russo                          | Monopoli                             |
| Puglia                | Partito Comunista Italiano                           | Giuseppe Gramegna                    | Molfetta                             |
| Puglia                | Partito Comunista Italiano                           | Ruggero Grieco                       | Cerignola                            |
| Puglia                | Partito Comunista Italiano                           | Giuseppe Imperiale                   | Foggia San Severo                    |
| Puglia                | Partito Comunista Italiano                           | Raffaele Pastore                     | Barletta Trani                       |
| Puglia                | Partito Comunista Italiano                           | Odoardo Voccoli                      | Taranto                              |
| Puglia                | Partito Nazionale Monarchico                         | Nicola Nacucchi                      | Lecce                                |
| Puglia                | Partito Nazionale Monarchico                         | Francesco Rogadeo                    | Bitonto                              |
| Puglia                | Partito Socialista Italiano                          | Giuseppe Papalia                     | Bari                                 |
| Puglia                | Movimento Sociale Italiano                           | Araldo di Crollalanza                | Bari                                 |
| Basilicata            | Democrazia Cristiana                                 | Raffaele Ciasca                      | Melfi                                |
| Basilicata            | Democrazia Cristiana                                 | Domenico Schiavone                   | Tricarico                            |
| Basilicata            | Democrazia Cristiana                                 | Mario Zotta                          | Potenza                              |
| Basilicata            | Partito Comunista Italiano                           | Francesco Cerabona                   | Matera                               |
| Basilicata            | Partito Comunista Italiano                           | Michele Mancino                      | Melfi                                |
| Basilicata            | Partito Nazionale Monarchico                         | Carlo Mastrosimone                   | Corleto Perticara                    |
| Calabria              | Democrazia Cristiana                                 | Francesco Calauti                    | Locri                                |
| Calabria              | Democrazia Cristiana                                 | Domenico Romano                      | Palmi                                |
| Calabria              | Democrazia Cristiana                                 | Rocco Salomone                       | Vibo Valentia                        |
| Calabria              | Democrazia Cristiana                                 | Tommaso Spasari                      | Catanzaro                            |
| Calabria              | Democrazia Cristiana                                 | Nicola Vaccaro                       | Cosenza                              |
| Calabria              | Partito Comunista Italiano                           | Luca De Luca                         | Catanzaro                            |
| Calabria              | Partito Comunista Italiano                           | Francesco Spezzano                   | Crotone                              |
| Calabria              | Partito Socialista Italiano                          | Rocco Vincenzo Agostino              | Locri                                |
| Calabria              | Partito Nazionale Monarchico                         | Domenico Tripepi                     | Reggio Calabria                      |
| Calabria              | Movimento Sociale Italiano                           | Michele Barbaro                      | Reggio Calabria                      |
| Sicilia               | Democrazia Cristiana                                 | Carmelo Caristia                     | Caltagirone                          |
| Sicilia               | Democrazia Cristiana                                 | Gaspare Cusenza                      | Corleone Bagheria                    |
| Sicilia               | Democrazia Cristiana                                 | Angelo Di Rocco                      | Caltanissetta                        |
| Sicilia               | Democrazia Cristiana                                 | Camillo Giardina                     | Termini Imerese Cefalù               |
| Sicilia               | Democrazia Cristiana                                 | Domenico Magrì                       | Acireale                             |
| Sicilia               | Democrazia Cristiana                                 | Giuseppe Molinari                    | Sciacca                              |
| Sicilia               | Democrazia Cristiana                                 | Antonio Romano                       | Enna                                 |
| Sicilia               | Democrazia Cristiana                                 | Salvatore Sanmartino                 | Agrigento                            |
| Sicilia               | Democrazia Cristiana                                 | Santi Savarino                       | Partinico Monreale                   |
| Sicilia               | Partito Comunista Italiano                           | Filippo Asaro                        | Alcamo                               |
| Sicilia               | Partito Comunista Italiano                           | Umberto Fiore                        | Sciacca                              |
| Sicilia               | Partito Comunista Italiano                           | Salvatore Russo                      | Enna                                 |
| Sicilia               | Partito Comunista Italiano                           | Alessandro Spagna                    | Siracusa                             |
| Sicilia               | Partito Nazionale Monarchico                         | Domenico Arcudi                      | Palermo II                           |
| Sicilia               | Partito Nazionale Monarchico                         | Orazio Condorelli                    | Catania I                            |
| Sicilia               | Partito Nazionale Monarchico                         | Leopoldo Zagami                      | Messina                              |
| Sicilia               | Movimento Sociale Italiano                           | Pasquale Prestisimone                | Palermo I                            |
| Sicilia               | Movimento Sociale Italiano                           | Luigi Ragno                          | Barcellona Pozzo di Gotto            |
| Sicilia               | Movimento Sociale Italiano                           | Ferdinando Trigona Della Floresta    | Caltanissetta                        |
| Sicilia               | Indipendenti                                         | Pietro Grammatico                    | Trapani                              |
| Sicilia               | Indipendenti                                         | Virgilio Nasi                        | Palermo II                           |
| Sicilia               | Indipendenti                                         | Raffaele Saggio                      | Patti                                |
| Sicilia               | Partito Liberale Italiano                            | Edoardo Battaglia                    | Termini Imerese Cefalù               |
| Sicilia               | Partito Liberale Italiano                            | Carlo Stagno Villadicani d'Alcontres | Barcellona Pozzo di Gotto            |
| Sardegna              | Democrazia Cristiana                                 | Antonio Azara                        | Tempio - Ozieri                      |
| Sardegna              | Democrazia Cristiana                                 | Enrico Carboni                       | Oristano                             |
| Sardegna              | Democrazia Cristiana                                 | Giovanni Lamberti                    | Sassari                              |
| Sardegna              | Democrazia Cristiana                                 | Antonio Monni                        | Nuoro                                |
| Sardegna              | Indipendenti                                         | Emilio Lussu (PSI)                   | Cagliari                             |
| Sardegna              | Indipendenti                                         | Velio Spano (PCI)                    | Iglesias                             |
| Valle d'Aosta         | Democrazia Cristiana                                 | Ernesto Page                         | Valle d'Aosta                        |